# María Jesús Alvarado Rivera
María Jesús Alvarado Rivera (Chincha, 27 de mayo de 1878-San Isidro, 6 de mayo de 1971) fue una educadora, periodista, escritora y activista peruana. Es considerada la primera feminista de Perú. En 1911 planteó en su conferencia «El feminismo» la necesidad de otorgar igualdad de derechos civiles y políticos a las mujeres en el Perú. En 1914 fue cofundadora de la organización Evolución Femenina en favor de los derechos de las mujeres.

## Biografía
María Alvarado nació el 27 de mayo de 1878 en la hacienda Chacrabajo, situada en Chincha, y falleció el 6 de mayo de 1971 en el distrito de San Isidro, Lima. Sus padres fueron Cayetano Alvarado Arciniega, dueño y administrador de la hacienda Chacrabajo, y Jesús Rivera Martínez, ambos también naturales de Chincha. Fue la décima de trece hermanos y hermanas. María Jesús nació meses antes de la guerra del Pacífico entre Perú y Chile, y fue amamantada por Águeda Cabrera de Rodríguez, compartiendo la «hermandad de leche» con José Tomás Rodríguez Cabrera. Debido a los avatares de la guerra, su familia se vio obligada a vender la hacienda y establecerse en Lima, puesto que Chincha Baja pasó a ser cuartel del Ejército chileno.

### Estudios
Como era usual por aquella época, estudió hasta tercero de educación primaria, máximo grado de estudios para mujeres, en la escuela de la Sra. Rodó. Sin embargo, durante ese corto tiempo, la enseñanza era tal, que terminaban leyendo y escribiendo, casi a la perfección. María Jesús fue la alumna más sobresaliente, por lo cual la Sra. Rodó la escogió para que escribiera y dijera el discurso de clausura. Es en aquel discurso que salió a relucir sus ideas que la llevarían a luchar por los derechos de las mujeres. Entre otras cosas, se pronuncia a favor de su sexo y clama para la mujer una educación más amplia, eficiente y profesional. Alvarado dijo este discurso cuando tenía solo quince años. Sus estudios posteriores fueron autodidactas. A pesar de sus logros sobresalientes en ese rubro, jamás pudo parangonarse en términos educativos con los varones ilustrados en la sociedad.  

### Labor periodística
Con el apoyo de su primo Lorenzo Antonino, quien era catedrático de geología en la Universidad Nacional Mayor de San Marcos, consiguió un empleo como columnista en El Comercio en 1908. Años después, lo hizo en el diario La Prensa.

### Su primera conferencia
En 1911 dio una conferencia en la Sociedad Geográfica de Lima, importante centro de la vida intelectual de esa época, posteriormente titulada «El feminismo en la Sociedad Geográfica de Lima». Expuso los fundamentos del feminismo como corriente de cambio social a nivel mundial y planteó la necesidad de otorgar igualdad de derechos civiles y políticos a las mujeres:

El principio fundamental del feminismo es la igualdad de la potencialidad mental y de la habilidad para el trabajo del hombre y de la mujer, igualdad probada irrefutablemente por la historia, y hasta por la somera observación diaria, por cuya identidad de personalidades, es de absoluta justicia que sean iguales ante la ley, libertándose la mujer de la forzosa y muchas veces tiránica y cruel tutela del hombre, que ningún derecho tiene a ejercer supremacía en la pareja humana…

Basado en estos principios, el feminismo de María Alvarado exigió las siguientes reivindicaciones:
- Primero: Dar mayor amplitud y facilidades a la educación de la mujer, desarrollando su intelecto y aptitudes de igual manera que en el hombre:
- Segundo: darle acceso a los empleos públicos y las profesiones liberales;
- Tercero: que se le concedan los mismos derechos civiles que al varón, libertando a la mujer casada de la dependencia del esposo, a la que la ley la somete, privándola de los derechos de que goza de soltera; y
- Cuarto: que se le otorguen los derechos políticos para poder intervenir directamente en los destinos nacionales.

Al final de su alocución fue muy aplaudida, marcando un hito en la historia del feminismo peruano.
Su madre la llevaba a conciertos, museos y exposiciones en la capital del Perú. 
La formación de María fue autodidacta en su mayoría, ya que solo cursó formalmente hasta tercer grado de primaria también de niña leyó libros como la llíada, la Odisea, La muerte de Sócrates, entre otros.

## Obra social

### Asociación Pro Indígena
Integra, en 1913, el Comité Directivo de la Asociación Pro Indígena, escribiendo valientes artículos en defensa de los indios e igualmente escribe apoyando la lucha de los obreros por la jornada de 8 horas.

### Evolución Femenina
En 1914 fundó Evolución Femenina, institución en pro de la cultura y los derechos de la mujer. Esta sociedad tenía como propósito el establecimiento de colegios secundarios públicos para mujeres, para la extensión de sus conocimientos prácticos para el cuidado de los niños y el manejo del hogar, proveer trabajos industriales convenientes para las mujeres, el desarrollo de la idea de que todo trabajo honesto es digno y honorable, asegurando a la mujer una igualdad civil y sus derechos, cuando se casen, de administrar sus propios asuntos financieros.
En 1915 por gestión de Evolución Femenina se aprobó en la Cámara de Diputados del Perú el ingreso de mujeres a las Sociedades de Beneficencia Pública. En 1922 se aprobó en la Cámara de Senadores.

### Primer Congreso Panamericano del Niño
En 1916, se realizó, en Buenos Aires, Argentina, el Primer Congreso Panamericano del Niño, siendo María Alvarado nombrada presidenta de dicho evento. Este congreso tuvo siete secciones: Derecho, Higiene, Psicología, Educación, Asistencia a la Madre y al Niño, Sociología y Legislación Industrial.

### Derechos civiles femeninos
Aprovechando la formación, en 1923, de una Comisión de Reforma del Código Civil del Perú de 1851, María Alvarado y Evolución Femenina les presentaron un petitorio en el que indicaban que al haber incursionado las mujeres en las profesiones liberales y en los diversos lugares de trabajo, era imprescindible que adquiriesen su capacidad civil. 
El proyecto de ley fue aprobado y promulgado finalmente en 1936. Las mujeres casadas dejaron de estar bajo la patria potestad del esposo. Por primera vez las mujeres del Perú podían administrar sus bienes, contratar, atestiguar, etc. Este logro es considerado el más importante para las mujeres y para toda la sociedad peruana.
En 1923 participó en la fundación de la Liga Nacional de Higiene y Profilaxis. Gestiona ante el Ministerio de Educación Pública el dictado de puericultura en las escuelas fiscales, dando conferencias de dicho temas a las maestras. Apoyó nuevamente a comitivas indígenas que pedían se pusiese fin a las usurpaciones de sus tierras.

## Encarcelamiento y exilio
En 1924 surgió un conflicto de los campesinos y mineros contra la Ley de Conscripción Vial promulgada por el gobierno de Augusto B. Leguía, a la que consideraban arbitraria y los humos que emanan de la fundición de La Oroya (propiedad de la empresa norteamericana Cerro de Pasco Copper Corp.) que estaba destruyendo alrededor de 700 hectáreas de sembríos y enfermando a personas y animales. Por miedo a represalias del Gobierno las imprentas rehusaron imprimir folletos y volantes de protestas. Los campesinos y obreros acudieron a María Alvarado, quien aceptó imprimirlos en la imprenta del Instituto Moral y Trabajo, ubicado en la calle Zamudio (jirón Cuzco). La imprenta fue allanada por la policía. María Alvarado se negó a revelar nombres de los estudiantes y obreros que habían hecho la impresión. Por orden del presidente Leguía, el Instituto fue clausurado y la imprenta destruida. María Jesús fue encarcelada (justo para la Nochebuena de 1924) seis meses en la cárcel de Santo Toribio, donde fue cuidada cada noche por su sobrino Luis Alvarado. En 1924 es forzada a un exilio en Argentina que duró once años. Trabajó allí como maestra y gestionó la representación de los dramas que había escrito, de profundo contenido social y moral. Sin abanderada, la corriente feminista se diluyó y sus adherentes fueron absorbidas por los partidos políticos. Finaliza así la primera gran etapa del feminismo en la historia republicana del Perú.

## Obra literaria
Su primera novela la escribió en 1923 titulada Nuevas cumbres, de corte autobiográfico. Estando exiliada en Argentina, escribió la primera parte de su obra de teatro: La Perricholi, sobre Micaela Villegas. De regreso al Perú, escribe la segunda parte de dicha obra. Tiene la brillante idea de hacerla difundir por una radioemisora. Para ello formó el primer elenco de radioteatro. Es por las ondas de Radio Nacional del Perú que se transmite en vivo y en treinta jornadas, cosa que se hacía por primera vez en el Perú, en 1937.

## Otras obras destacadas
- 1937.- Fundó la Academia de Arte Dramático Ollantay. Produjo otro programa radial: Ante la vida. Presentó al Ministerio de Educación un proyecto para la creación de una Dirección de Extensión Cultural y Artística, que se concretó al poco tiempo.
- 1938.- Presentó ponencias de Eugenesia y Puericultura en la Semana de la Salud. Solicitó que se dicte un Código de los Derechos del Niño.
- 1939.- Apoyó la Primera Jornada de Eugenesia y la Semana Antialcohólica. Rescató del anonimato la figura heroica de José Olaya, escribiendo artículos y presentando la obra teatral: El mártir Olaya.
- 1940.- Fue destacada por el Ministerio de Salud Pública para dar charlas sobre Alimentación Técnica Popular en Centros Obreros.
- 1941.- Participó en la Primera Jornada Anti Venérea, disertando sobre el tema: «Acción de la Mujer en la Selección de la Raza».
- 1943.- Participó en la Segunda Jornada Peruana de Eugenesia.
- 1945.- El Gobierno apoyó su proyecto de creación de un Teatro Nacional. A través de Evolución Femenina, solicitó al Congreso la aprobación del proyecto de ley que otorgaba el voto a la mujer. Debido a intereses políticos, este proyecto solo fue aprobado y promulgado en 1955 durante el gobierno del General Manuel A. Odría.

Es nombrada concejala de la Municipalidad de Lima, donde planteó la creación de una Academia Municipal de Arte Dramático.

## Reclusión voluntaria
Desengañada por la ingratitud de muchas personas, que plagiaron sus obras y no le reconocieron la autoría de numerosas iniciativas, María Alvarado se recluyó en su pequeña casa de San Isidro (Conquistadores n.º 580), en medio de grandes privaciones económicas, ya que el Estado le otorgaba una exigua pensión. Sin embargo, continuó escribiendo esporádicos artículos y obras literarias como Amor y Gloria, 1952. Para ello contó con la colaboración de su sobrina Dora Córdova. María Alvarado nunca se casó, probablemente para dedicarse por entero a sus ideales. Falleció el 6 de mayo de 1971, a la edad de 92 años.

## Recuperación de su legado
El Centro de Documentación de la Mujer (CENDOC), organización peruana no gubernamental sin fines de lucro, albergó su archivo (colección de obras inéditas, manuscritos, cartas, fotos, documentos de incalculable labor, etc.) hasta febrero de 2009 cuando la colección fue cedida en calidad de custodia al Centro de la Mujer Peruana Flora Tristán por Doris Inés Alvarado Contreras (sobrina nieta de María Alvarado y representante de la Familia Alvarado) y CENDOC. La colección está en exhibición permanente en la sala María Jesús Alvarado Rivera. También, el historiador Leonardo Ysla Heredia realizó una recopilación de sus más sobresalientes ensayos en el libro María Alvarado Rivera, documentos. Como parte de la celebración del día Internacional de la Mujer, el 8 de marzo de 2021, el Gobierno peruano declaró el archivo Alvarado Rivera patrimonio cultural de la nación.